# Karl Deisseroth

Karl Deisseroth (2022)

Karl Deisseroth (* 18. November 1971 in Boston, Massachusetts) ist ein US-amerikanischer Psychiater, Neurobiologe und Bioingenieur an der Stanford University.

## Leben und Wirken
Deisseroth erwarb 1992 an der Harvard University einen Bachelor in Biochemie. 1998 erwarb er bei Richard Tsien an der Stanford University einen Ph.D. in Neurowissenschaften und 2000 einen M.D. ebendort. Bis 2004 arbeitete er als Assistenzarzt in der Inneren Medizin und vor allem in der Psychiatrie, außerdem arbeitete er als Postdoktorand bei Robert Malenka. 2006 erwarb Deisseroth den Facharzt für Neurologie und Psychiatrie. 2005 wurde er Assistant Professor für Bioengineering und Psychiatrie an der Stanford University, 2009 Associate Professor, 2012 erhielt er eine ordentliche Professur. Seit 2009 forscht Deisseroth zusätzlich für das Howard Hughes Medical Institute (HHMI). 2014 wurde er Foreign Adjunct Professor am Stockholmer Karolinska Institutet.
Deisseroth gilt als einer der Begründer der Optogenetik. Bei dieser Methode werden lichtabhängige Proteine – Channelrhodopsine – in bestimmten Nervenzellen exprimiert, womit diese Zellen gezielt durch verschiedenfarbiges Licht im zeitlichen Bereich von Millisekunden elektrisch aktiviert oder inaktiviert werden können. Durch die Methode, die von tausenden Arbeitsgruppen weltweit übernommen wurde, ergeben sich zahlreiche neue Ansätze zur Erforschung neurologischer und psychiatrischer Erkrankungen sowie des Verhaltens.
2010 bis 2013 entwickelte Deisseroth mit seinem Forschungsteam an der Stanford University School of Medicine die Technologie CLARITY (Akronym für: Clear Lipid-exchanged Anatomically Rigid Imaging/immunostaining Tissue hYdrogel). Dabei wird postmortales biologisches Gewebe unter Einsatz von acrylamidbasierten Hydrogelen lichtdurchlässig gemacht. CLARITY ermöglicht hochaufgelöste dreidimensionale Aufnahmen der Protein- und Nukleinsäurestruktur von Organen, etwa des Hippocampus oder des Rückenmarks.
Seit 2019 zählt ihn der Medienkonzern Clarivate zu den Favoriten auf einen Nobelpreis (Clarivate Citation Laureates). Deisseroth hat laut Google Scholar einen h-Index von 175, laut Datenbank Scopus einen von 152 (jeweils Stand Juli 2023).
Karl Deisseroth ist der Sohn des Onkologen Albert Deisseroth. Er ist verheiratet mit der Neurologie-Professorin Michelle Monje und Vater von insgesamt fünf Kindern, eines davon aus einer früheren Beziehung.

## Auszeichnungen (Auswahl)
- 2009 Golden Brain Award
- 2010 Mitglied des Institute of Medicine[10]
- 2010 HFSP Nakasone Award
- 2011 Perl-UNC Neuroscience Prize
- 2011 W. Alden Spencer Award
- 2012 Mitglied der National Academy of Sciences
- 2012 Zülch-Preis der Max-Planck-Gesellschaft[11]
- 2013 Richard Lounsbery Award[12]
- 2013 Brain Prize[13]
- 2013 Gabbay Award
- 2013 Pasarow Award
- 2013 Dickson Prize in Science
- 2014 Keio Medical Science Prize
- 2014 Mitglied der Leopoldina[14]
- 2015 Albany Medical Center Prize
- 2015 Dickson Prize in Medicine
- 2015 Lurie Prize in Biomedical Sciences
- 2015 BBVA Foundation Frontiers of Knowledge Award
- 2016 Breakthrough Prize in Life Sciences
- 2016 Massry-Preis
- 2016 Harvey Prize des Technion in Haifa, Israel[15]
- 2017 Else-Kröner-Fresenius-Award
- 2018 Canada Gairdner International Award
- 2018 Kyoto-Preis
- 2018 Berthold Leibinger Zukunftspreis
- 2019 Mitglied der National Academy of Engineering
- 2019 Rumford-Preis
- 2019 Warren Alpert Foundation Prize
- 2020 A.H.-Heineken-Preis für Medizin
- 2021 Albert Lasker Award for Basic Medical Research
- 2022 Mitglied der American Philosophical Society
- 2022 Louisa-Gross-Horwitz-Preis
- 2023 Japan-Preis

## Publikationen
- Connections: A Story of Human Feeling. Penguin Books 2021, ISBN 978-0-241-38186-1.
- Projections: A Story of Human Emotions. Random House 2021, ISBN 978-1-9848-5369-1.
  - Der Stoff, aus dem Gefühle sind – über den Ursprung menschlicher Emotionen. Aus dem Englischen von Jürgen Neubauer, Blessing, München 2021, ISBN 978-3-89667-651-1.